# Giovanni Putti

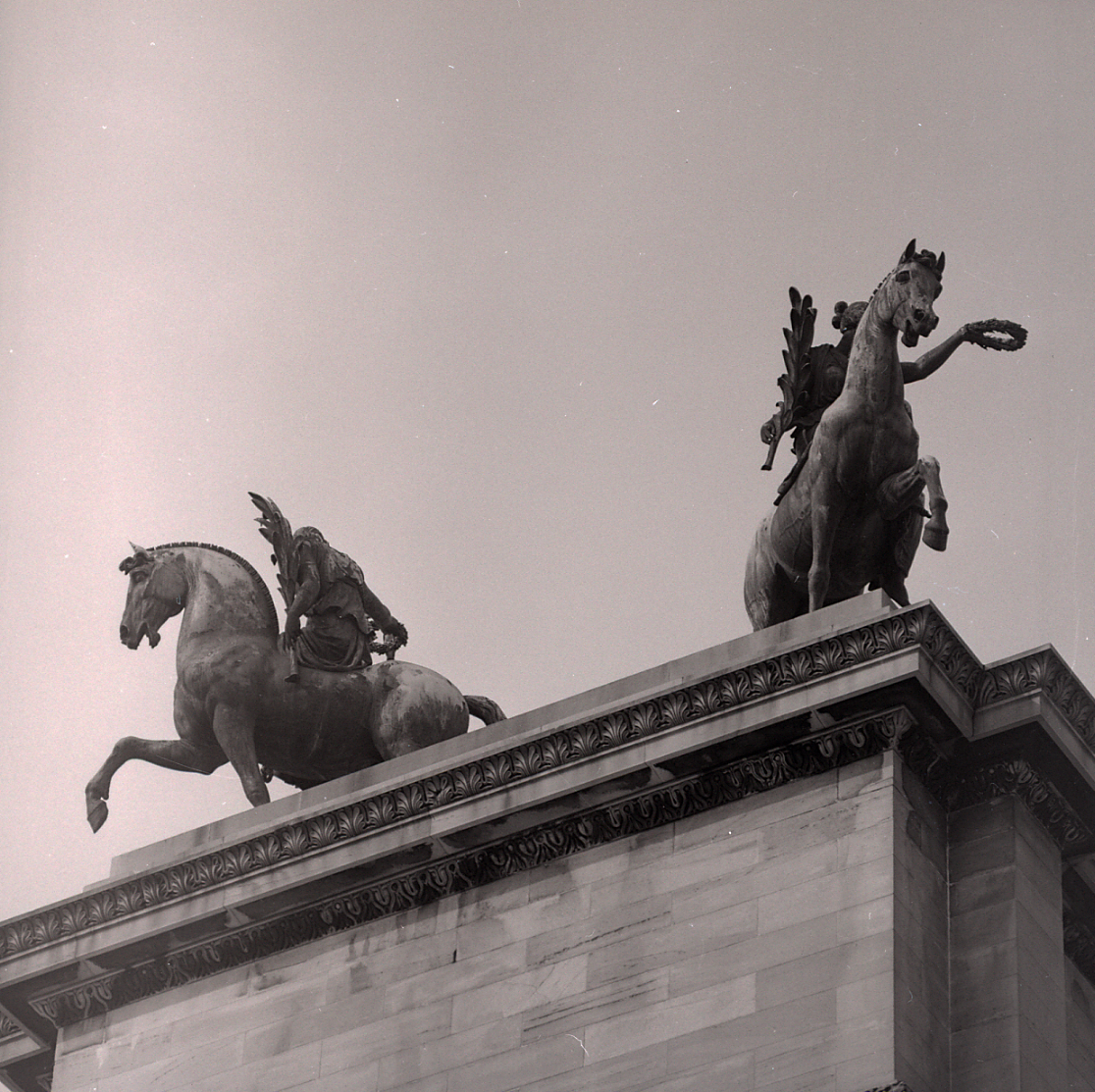
Due delle quattro Vittorie a cavallo posizionate in cima all'Arco della Pace di Milano.

Giovanni Putti (Bologna, 1771 – Bologna, 1847) è stato uno scultore italiano, a cavallo tra  neoclassicismo e verismo.

## Biografia
Giovanni Putti, padre e maestro di Massimiliano Putti (1809-1890), si era formato alla Accademia Clementina di Bologna, città dove svolse prevalentemente la sua apprezzata attività artistica a parte il soggiornò milanese durato circa cinque anni tra il 1809 e il 1814 che coincise con l'ultima parte del nuovo Regno d'Italia (1805-1814).
A Milano ebbe importanti commissioni ufficiali come la realizzazione delle quattro Vittorie a cavallo bronzee poste ai quattro angoli della sommità dell'Arco della Pace a coronamento della Sestiga della Pace di Abbondio Sangiorgio. Lavorò al completamento decorativo della facciata del Duomo di Milano e gli fu commissionato il tripode d'argento dono del Regno d'Italia (1805-1814) al "re di Roma figlio di Napoleone e Maria Luisa d’Austria.
Tramontato l'astro napoleonico, ritornò nella sua città natale, Bologna, dove la sua attività si rivolse prevalentemente alla realizzazione di monumenti funebri che oggi costituiscono un prestigioso patrimonio artistico nell'ambito della storica Certosa di Bologna.

## Galleria d'immagini

Monumenti funebri nella Certosa di Bologna
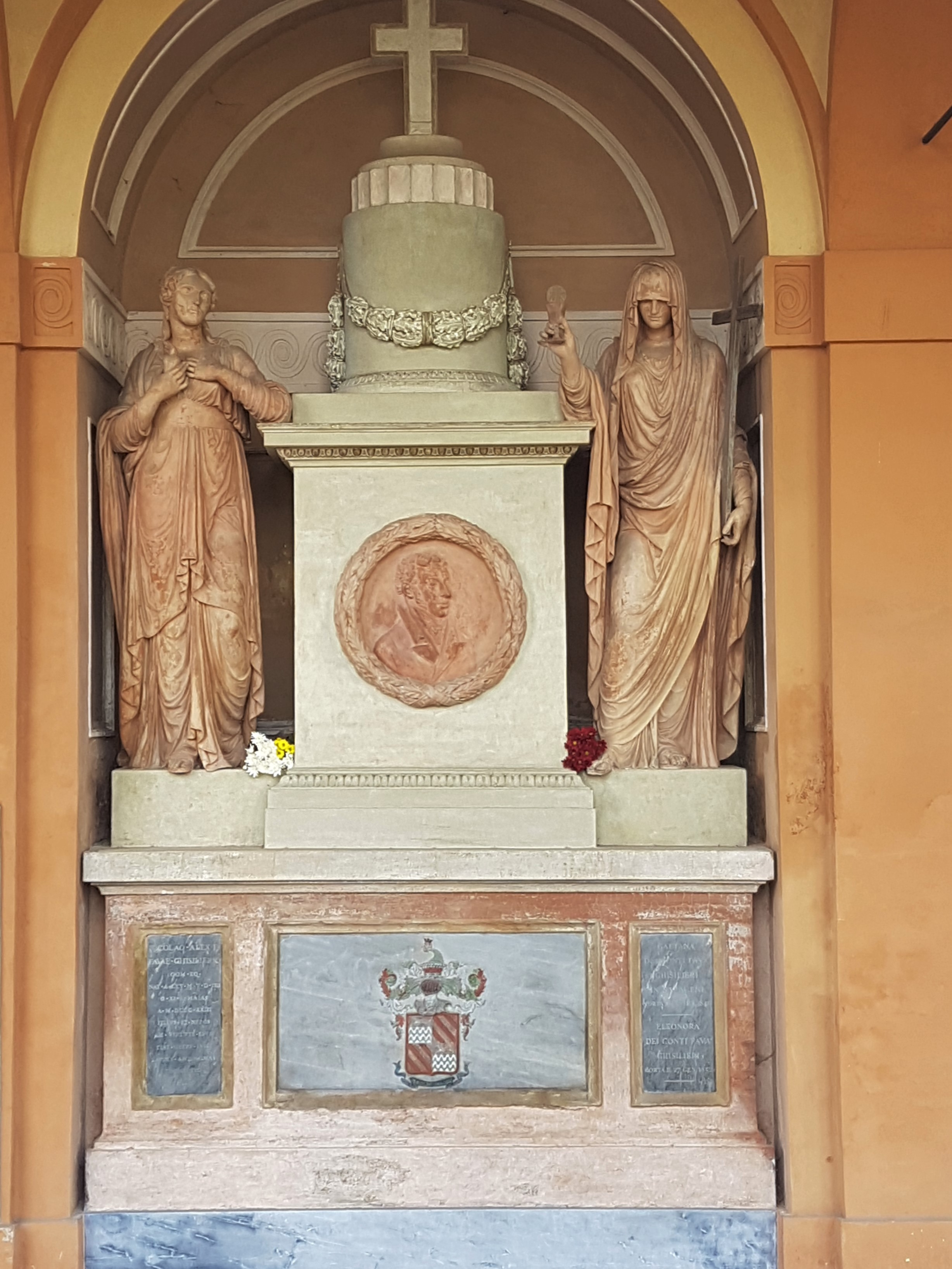
Monumento funebre della famiglia Fava Ghisilieri
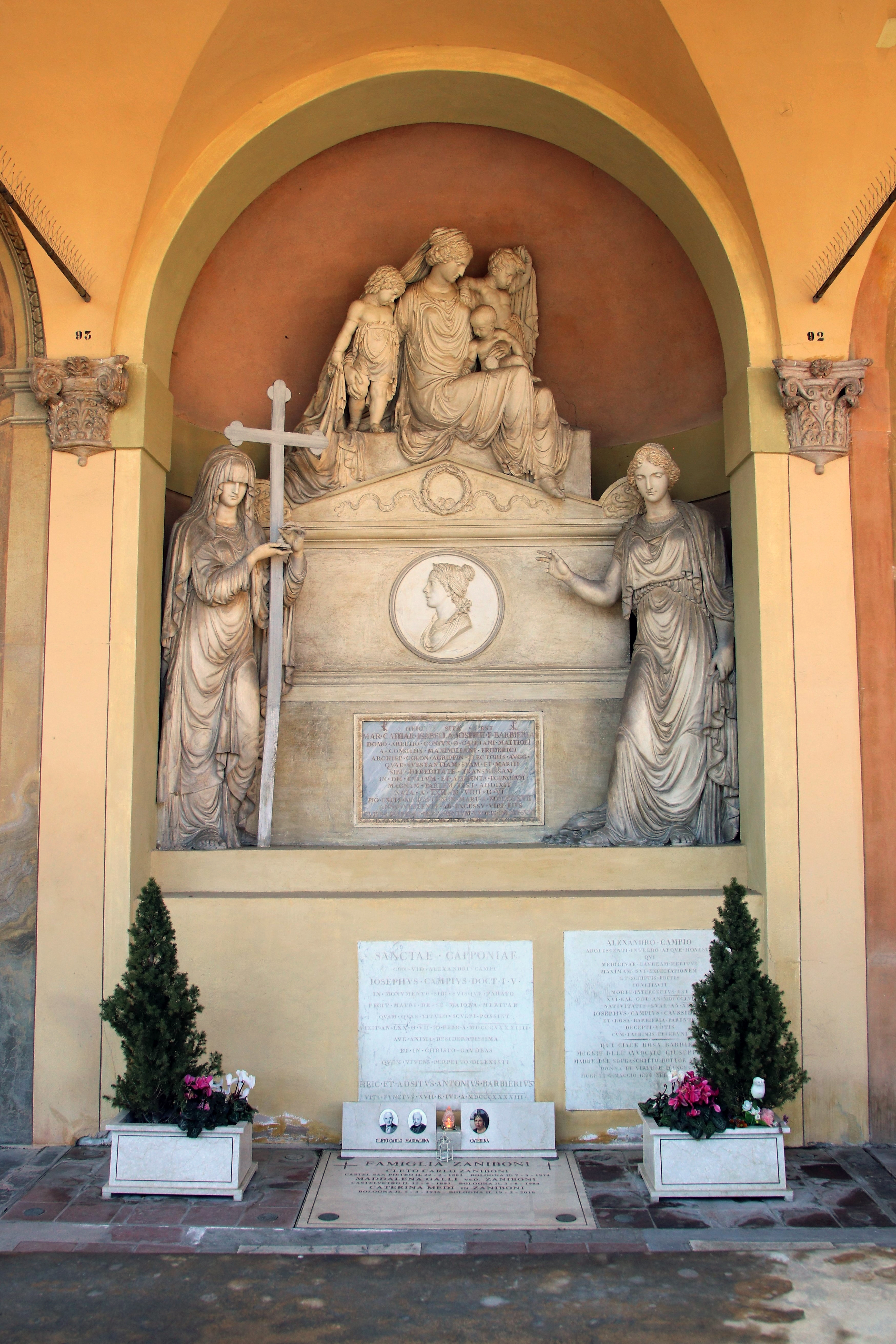
Monumento Barbieri Mattioli
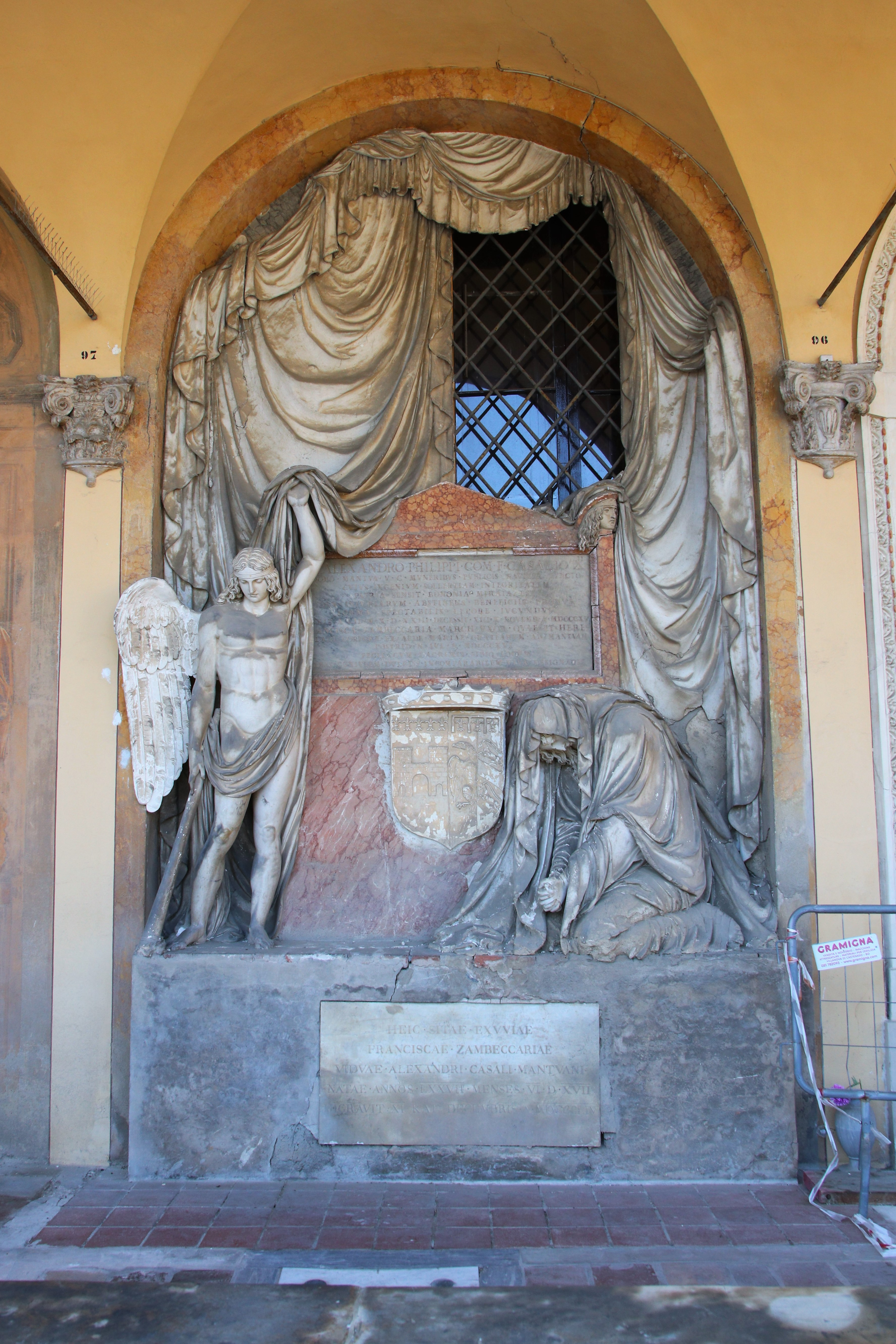
Monumento Casali
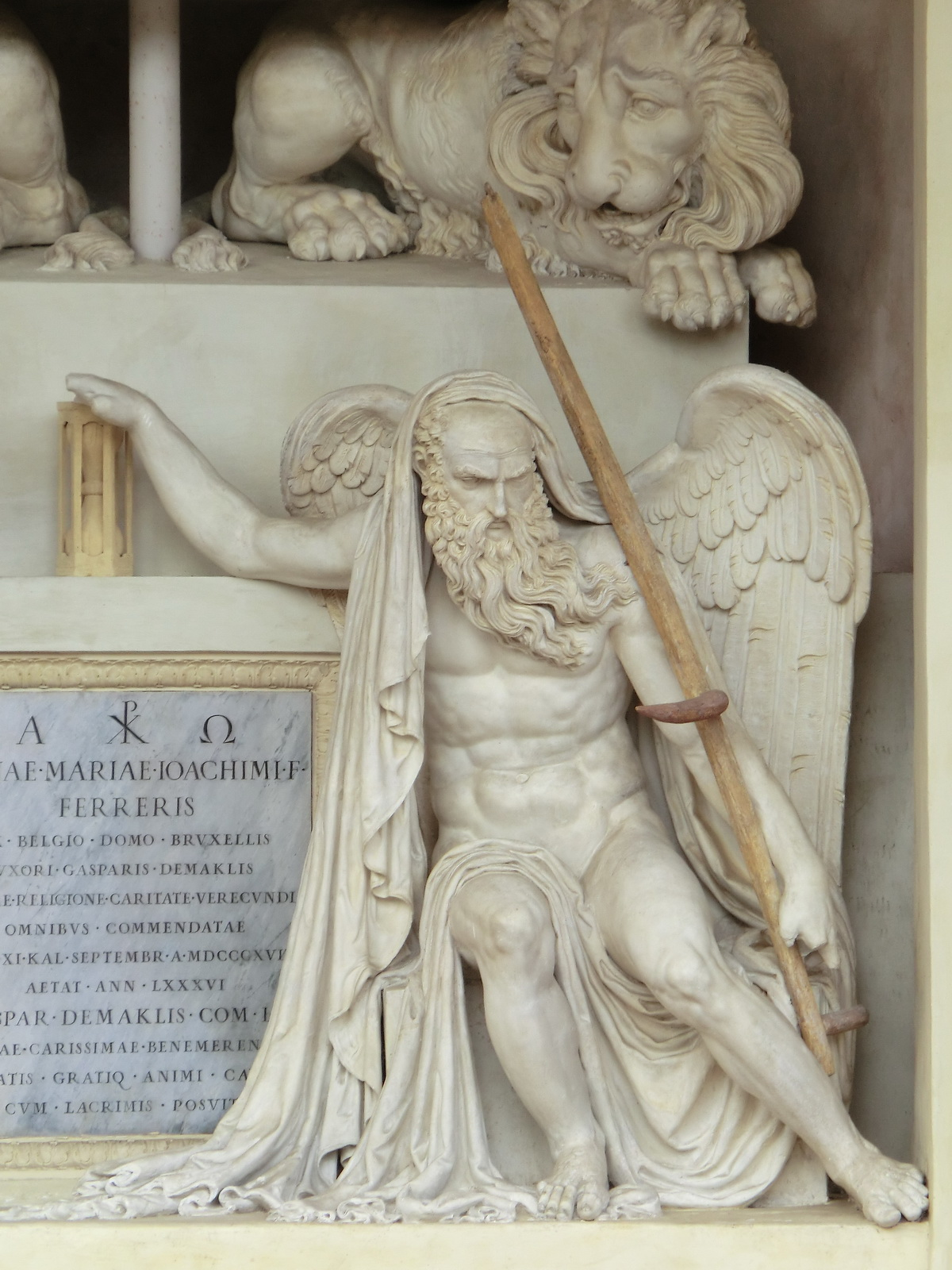
Dettaglio del monumento Ferreris De Maklis
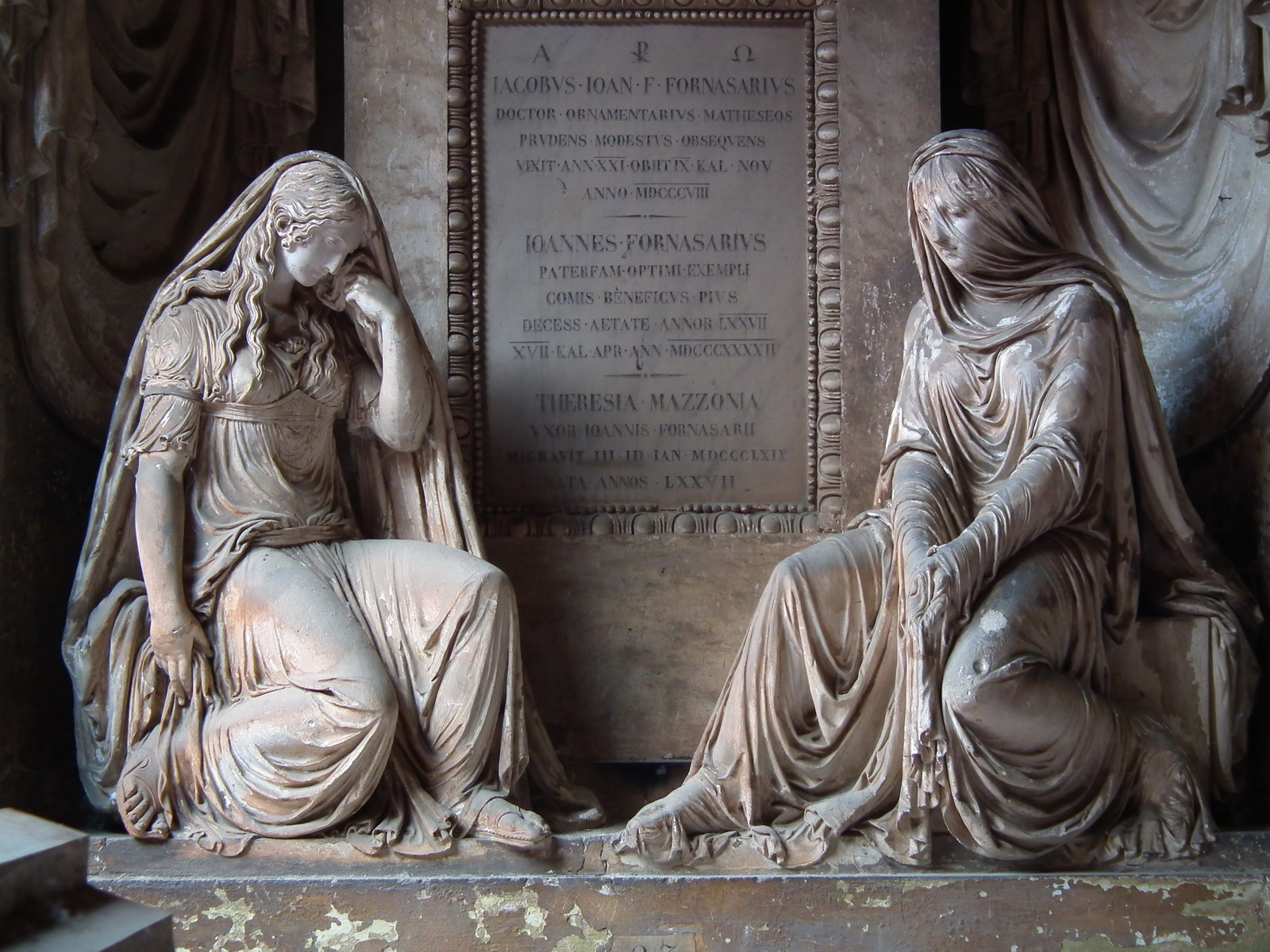
Dettaglio del monumento Fornasari
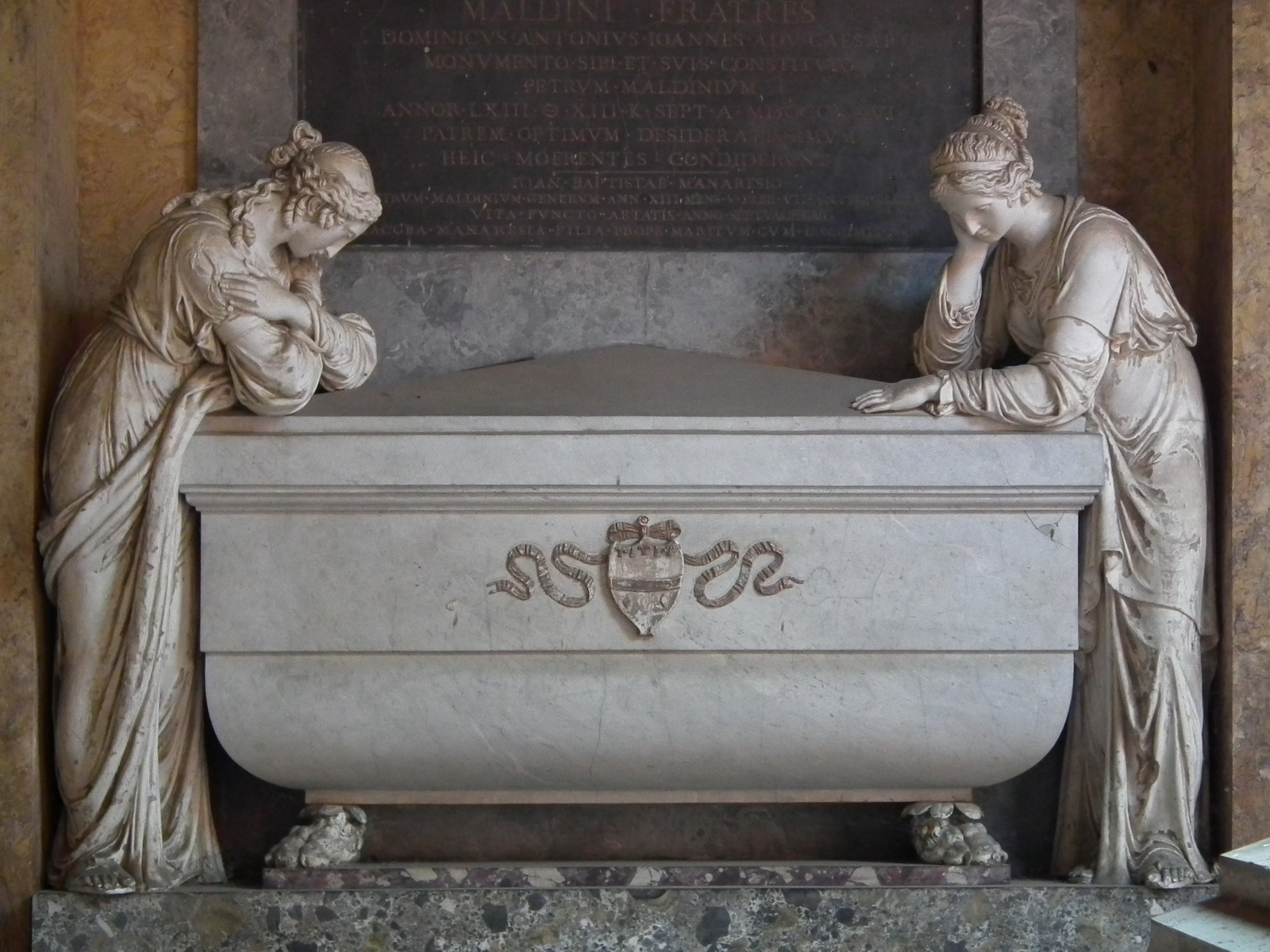
Monumento Maldini
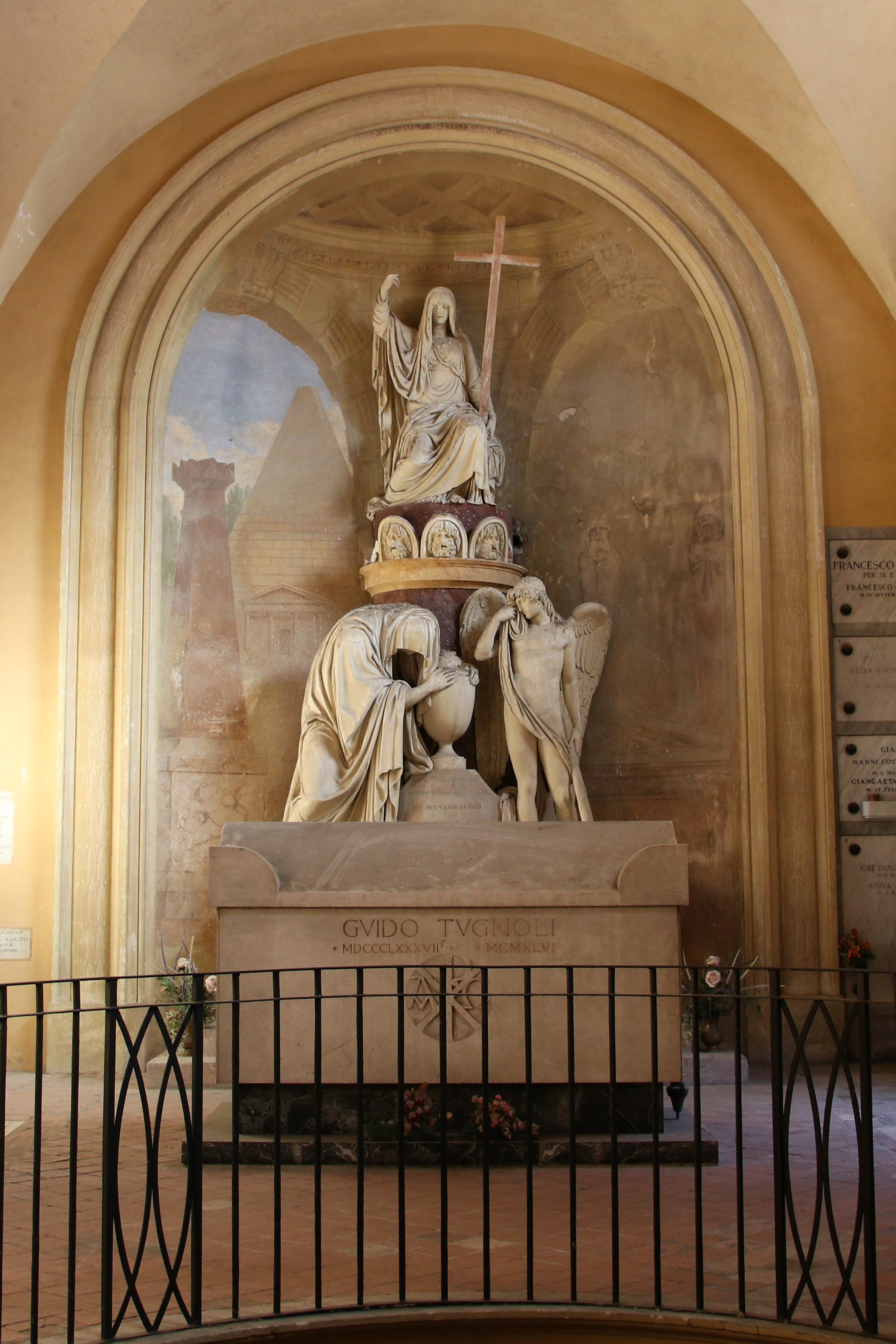
Monumento Ottani
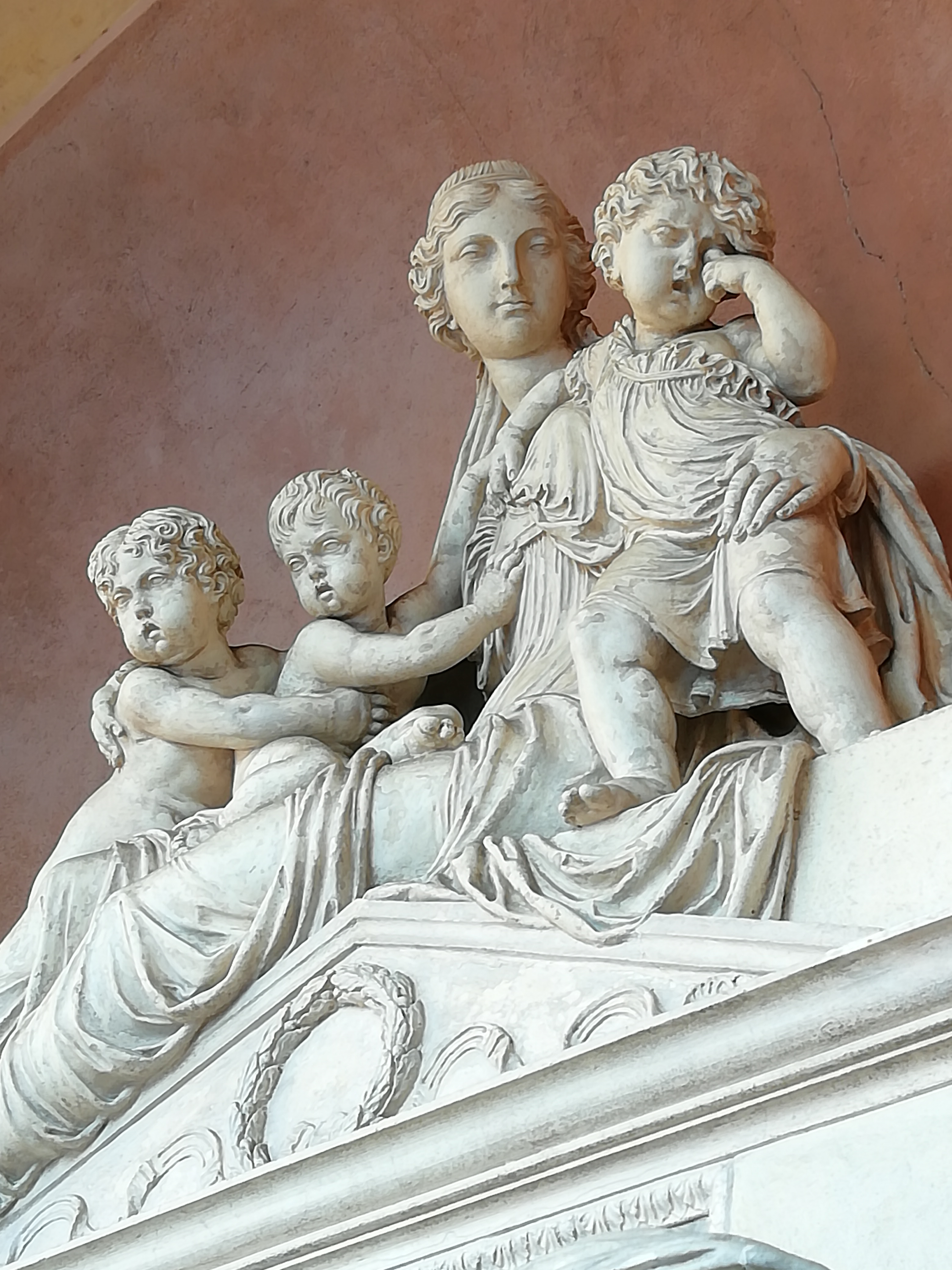
Dettaglio del monumento Uttini
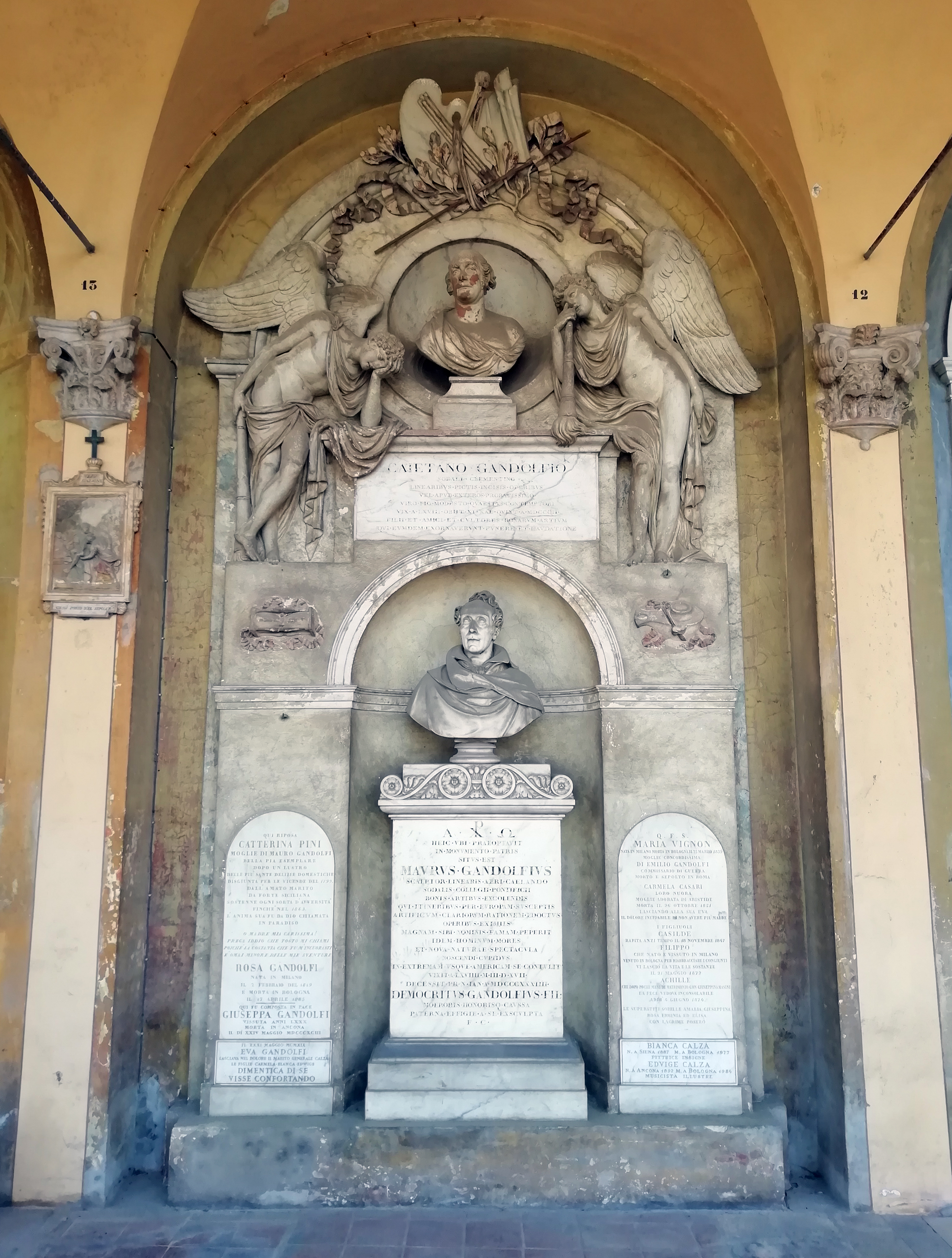
Monumento Gandolfi attribuito a Putti, tomba di famiglia dei pittori Democrito, Mauro e Gaetano Gandolfi